# Tina del Querol
La Tina del Querol és una obra de Navès (Solsonès) inclosa a l'Inventari del Patrimoni Arquitectònic de Catalunya.

## Descripció
La Tina del Querol, tot i estar ubicat dins del terme de Navès (concretament 87 metres), pertany al mas de Querol, situat 155 metres al sud, dins del terme municipal de Montmajor (Berguedà).
Les dues tines es troben excavades en un aflorament de pedra sorrenca grisa que té forma de monticle. Les dues tines són de planta circular i a la pedra que envolta les cavitats de les tines hi apreciem uns retalls, segurament per encabir l'arquitectura volant, és a dir, la part construïda de les tines. També observem un parell de petits orificis circulars excavats a la roca i a tocar de les tines (potser amb una funció típica de "forat de pal").
A la part frontal de la roca observem l'orifici per on s'evacuava el contingut de les tines ("boixa").
Segons el catàleg de patrimoni arquitectònic elaborat per la diputació de Barcelona pel terme de Montmajor, les tines existents a les rodalies (Tina de Can Cabra, Tina de Torrabadella del Pujol, Tina d'Escoder, Tina de Claranés o Tina de la Serra), tenen una cronologia del segle XVII, pel que sembla plausible que la Tina del Querol tingui una cronologia similar.